# Jevgenij Zimin
Jevgenij Vladimirovič Zimin (rusky Зимин, Евгений Владимирович (6. srpna 1947 Moskva – 28. prosince 2018 Moskva) byl ruský hokejový útočník. Po skončení aktivní kariéry působil jako trenér.

## Reprezentace

### SSSR
S reprezentací Sovětského svazu získal 3 tituly mistra světa a 2 zlaté medaile z olympiád, reprezentoval v letech 1967–1972. V roce 1972 nastoupil v sérii století kanadské NHL, hrál ve 2 utkáních, ve kterých dosáhl 2 gólů a jedné asistence.

## Klubová kariéra
Začínal v letech 1964–1965 za tým Lokomotiv Moskva. V letech 1965–1974 hrál za Spartak Moskva. S týmem získal v letech 1967 a 1969 dvakrát mistrovský titul. V letech 1974–1976 byl povolán do armády a hrál za SKA Lipeck ve druhé lize a v letech 1976–1977 za Křídla Sovětů Moskva. V sovětské lize nastoupil ve 315 utkáních a dal 185 gólů.

## Klubové statistiky
| Sezona  | Klub                 | Soutěž | Základní část | Základní část | Základní část | Základní část | Základní část |
| Sezona  | Klub                 | Soutěž | Z             | G             | A             | B             | TM            |
| ------- | -------------------- | ------ | ------------- | ------------- | ------------- | ------------- | ------------- |
| 1963/64 | HK Lokomotiv Moskva  | SSSR   | 1             | 0             | -             | -             | -             |
| 1964/65 | HK Lokomotiv Moskva  | SSSR   | 21            | 9             | 1             | 10            | 8             |
| 1965/66 | HK Spartak Moskva    | SSSR   | 35            | 13            | 2             | 5             | 16            |
| 1966/67 | HK Spartak Moskva    | SSSR   | 41            | 34            | 16            | 50            | 16            |
| 1967/68 | HK Spartak Moskva    | SSSR   | 43            | 32            | 16            | 48            | 35            |
| 1968/69 | HK Spartak Moskva    | SSSR   | 39            | 23            | -             | -             | -             |
| 1969/70 | HK Spartak Moskva    | SSSR   | 31            | 26            | -             | -             | -             |
| 1970/71 | HK Spartak Moskva    | SSSR   | 36            | 16            | 7             | 23            | -             |
| 1971/72 | HK Spartak Moskva    | SSSR   | 26            | 12            | 8             | 20            | 23            |
| 1972/73 | HK Spartak Moskva    | SSSR   | 13            | 4             | 2             | 6             | 10            |
| 1973/74 | HK Spartak Moskva    | SSSR   | 30            | 15            | 10            | 25            | 12            |
| 1974/75 | SKA Lipeck           | 2.SSSR | 43            | 26            | 6             | 32            | 16            |
| 1975/76 | SKA Lipeck           | 2.SSSR | 32            | 14            | 6             | 20            | 20            |
| 1976/77 | Křídla Sovětů Moskva | SSSR   | 24            | 1             | 2             | 3             | 10            |